# Liga de la República de Eslovenia
La Liga de la República de Eslovenia (en esloveno: Slovenska republiška nogometna liga) fue la liga de fútbol más importante de Eslovenia cuando el territorio formaba parte del Reino de Yugoslavia.

## Historia
La liga fue creada en 1920 bajo el nombre Primera Liga de Liubliana y era uno de los grupos clasificatorios para el Campeonato de Yugoslavia durante el periodo del Reino de Yugoslavia.
Con la creación de la República Federal Socialista de Yugoslavia en 1946 pasó a ser una de las ligas regionales que conformaban la tercera división de fútbol en el país, en donde el campeón obtenía el ascenso a la Segunda Liga de Yugoslavia hasta que la liga desaparece en 1991 por la guerra de Yugoslavia, y con la independencia de Eslovenia la liga es reemplazada por la Prva SNL.

## Lista de campeones

### Reino de Yugoslavia
| Temporada | Campeón            |
| --------- | ------------------ |
| 1920      | Ilirija            |
| 1920-21   | Ilirija            |
| 1921-22   | Ilirija            |
| 1922-23   | Ilirija            |
| 1923-24   | Ilirija            |
| 1924-25   | Ilirija            |
| 1925-26   | Ilirija            |
| 1926-27   | Ilirija            |
| 1927-28   | Primorje           |
| 1928-29   | Primorje           |
| 1929-30   | Ilirija            |
| 1930-31   | I. SSK Maribor     |
| 1931-32   | Ilirija            |
| 1932-33   | I. SSK Maribor     |
| 1933-34   | Ilirija            |
| 1934-35   | Ilirija            |
| 1935-36   | SK Ljubljana       |
| 1936-37   | Železničar Maribor |
| 1937-38   | ČSK Čakovec        |
| 1938-39   | I. SSK Maribor     |
| 1939-40   | Železničar Maribor |
| 1940-41   | SK Ljubljana       |

### RFS Yugoslavia
| Temporada | Campeón(es)                                   |
| --------- | --------------------------------------------- |
| 1946      | Nafta Lendava                                 |
| 1946-47   | Enotnost                                      |
| 1947-48   | Garnizija JLA Ljubljana                       |
| 1948-49   | Železničar Ljubljana                          |
| 1950      | Korotan Kranj                                 |
| 1951      | Korotan Kranj                                 |
| 1952      | Odred                                         |
| 1952-53   | Oeste: Korotan Kranj Este: Kladivar Celje     |
| 1953-54   | Oeste: Piran Este: Železničar Maribor         |
| 1954-55   | Oeste: Železničar Gorica Este: Rudar Trbovlje |
| 1955-56   | Sistema Zonal                                 |
| 1956-57   | Sistema Zonal                                 |
| 1957-58   | Sistema Zonal                                 |
| 1958-59   | Branik Maribor                                |
| 1959-60   | Branik Maribor                                |
| 1960-61   | Maribor                                       |
| 1961-62   | Olimpija                                      |
| 1962-63   | Ljubljana                                     |
| 1963-64   | Kladivar Celje                                |
| 1964-65   | Slovan                                        |
| 1965-66   | Aluminij                                      |
| 1966-67   | Ljubljana                                     |
| 1967-68   | Ljubljana                                     |
| 1968-69   | Železničar Maribor                            |
| 1969-70   | Mura                                          |
| 1970-71   | Mercator Ljubljana                            |
| 1971-72   | Rudar Trbovlje                                |
| 1972-73   | Železničar Maribor                            |
| 1973-74   | Rudar Trbovlje                                |
| 1974-75   | Mercator Ljubljana                            |
| 1975-76   | Maribor                                       |
| 1976-77   | Rudar Velenje                                 |
| 1977-78   | Mercator Ljubljana                            |
| 1978-79   | Rudar Trbovlje                                |
| 1979-80   | Mercator Ljubljana                            |
| 1980-81   | Šmartno                                       |
| 1981-82   | Maribor                                       |
| 1982-83   | Slovan                                        |
| 1983-84   | Maribor                                       |
| 1984-85   | Koper                                         |
| 1985-86   | Maribor                                       |
| 1986-87   | Olimpija                                      |
| 1987-88   | Koper                                         |
| 1988-89   | Ljubljana                                     |
| 1989-90   | Izola                                         |
| 1990-91   | Rudar Velenje                                 |

## Títulos por equipo
| Club                             | Títulos | Años campeón                                                           |
| -------------------------------- | ------- | ---------------------------------------------------------------------- |
| Ilirija                          | 12      | 1920, 1921, 1922, 1923, 1924, 1925, 1926, 1927, 1930, 1932, 1934, 1935 |
| Maribor                          | 5       | 1961, 1976, 1982, 1984, 1986                                           |
| Železničar Ljubljana / Ljubljana | 5       | 1949, 1963, 1967, 1968, 1989                                           |
| Enotnost / Odred / Olimpija      | 4       | 1947, 1952, 1962, 1987                                                 |
| Mercator Ljubljana               | 4       | 1971, 1975, 1978, 1980                                                 |
| Železničar Maribor               | 4       | 1937, 1940, 1969, 1973                                                 |
| I. SSK Maribor                   | 3       | 1931, 1933, 1939                                                       |
| Rudar Trbovlje                   | 3       | 1972, 1974, 1979                                                       |
| Branik Maribor                   | 2       | 1959, 1960                                                             |
| Koper                            | 2       | 1985, 1988                                                             |
| Korotan Kranj                    | 2       | 1949, 1950                                                             |
| Primorje                         | 2       | 1928, 1929                                                             |
| SK Ljubljana                     | 2       | 1936, 1941                                                             |
| Slovan                           | 2       | 1965, 1983                                                             |
| Rudar Velenje                    | 2       | 1977, 1991                                                             |
| Aluminij                         | 1       | 1966                                                                   |
| ČSK Čakovec                      | 1       | 1938                                                                   |
| Garnizija JLA Ljubljana          | 1       | 1948                                                                   |
| Izola                            | 1       | 1990                                                                   |
| Kladivar Celje                   | 1       | 1964                                                                   |
| Nafta Lendava                    | 1       | 1946                                                                   |
| Mura                             | 1       | 1970                                                                   |
| Šmartno                          | 1       | 1981                                                                   |

## Goleadores
| Temporada | Nombre                 | Goles | Club                    |
| --------- | ---------------------- | ----- | ----------------------- |
| 1958-59   | Feri Maučec            | 29    | Mura                    |
| 1959–60   | Feri Maučec            | 26    | Mura                    |
| 1960-61   | Bogdan Pirc            | 26    | Ljubljana               |
| 1961-62   | Danilo Brezigar        | 29    | Olimpija                |
| 1962-63   | Miki Džaferović        | 23    | Ljubljana               |
| 1963-64   | Drago Devčić           | 28    | Kladivar Celje          |
| 1964-65   | Ivan Krnič             | 29    | Aluminij                |
| 1965-66   | Ivan Krnič Borbaš      | 23    | Aluminij Branik Maribor |
| 1966-67   | Matjaž Zupančič        | 26    | Svoboda                 |
| 1967-68   | Franjo Papec           | 24    | Ljubljana               |
| 1968-69   | Ivan Purgaj            | 28    | Železničar Maribor      |
| 1969-70   | Ivan Krnič             | 19    | Aluminij                |
| 1970-71   | Franc Krojs            | 18    | Branik Maribor          |
| 1971-72   | Rado Mastnak           | 16    | Slavija                 |
| 1972-73   | Franc Krojs            | 18    | Železničar Maribor      |
| 1973-74   | Jani Drnovšek          | 18    | Rudar Trbovlje          |
| 1974-75   | Josip Turčik           | 21    | Mercator Ljubljana      |
| 1975-76   | Bojan Prašnikar        | 23    | Šmartno                 |
| 1976-77   | Teodor Gregorič        | 18    | Izola                   |
| 1977-78   | Dušan Hvalec           | 18    | Drava Ptuj              |
| 1978-79   | Dušan Hvalec Jože Rous | 15    | Drava Ptuj Mura         |
| 1979-80   | Dušan Poljanšek        | 20    | Mercator Ljubljana      |
| 1980-81   | Bojan Prašnikar        | 19    | Šmartno                 |
| 1981-82   | Bojan Prašnikar        | 21    | Šmartno                 |
| 1982-83   | Bojan Prašnikar        | 21    | Šmartno                 |
| 1983-84   | Milan Bošković         | 21    | Rudar Velenje           |
| 1984-85   | Miloš Breznikar        | 27    | Rudar Trbovlje          |
| 1985-86   | Jože Prelogar          | 30    | Maribor                 |
| 1986-87   | Jože Prelogar          | 17    | Olimpija                |
| 1987-88   | Jani Žlak              | 17    | Rudar Trbovlje          |
| 1988-89   | Stojan Plešinac        | 14    | Ljubljana               |
| 1989-90   | Matjaž Cvikl           | 17    | Rudar Velenje           |
| 1990-91   | Zlatko Herceg          | 18    | Nafta Lendava           |

## Equipos Eslovenos en la Liga de Yugoslavia (1945-1991)
| Club                             | Temporadas | 1. federal league | 2. federal league | 3. federal league | Inter-Republic |
| -------------------------------- | ---------- | ----------------- | ----------------- | ----------------- | -------------- |
| Enotnost / Odred / Olimpija      | 40         | 21                | 18                |                   | 1              |
| Maribor                          | 25         | 5                 | 17                |                   | 3              |
| Železničar Ljubljana / Ljubljana | 12         |                   | 7                 | 1                 | 4              |
| Mercator / Svoboda Ljubljana     | 8          |                   | 8                 |                   |                |
| Rudar Trbovlje                   | 7          |                   | 4                 | 1                 | 2              |
| Mura                             | 5          |                   | 5                 |                   |                |
| Rudar Velenje                    | 5          |                   | 5                 |                   |                |
| Branik Maribor                   | 5          |                   | 3                 |                   | 2              |
| Železničar Maribor               | 4          |                   | 3                 |                   | 1              |
| Koper                            | 4          |                   | 1                 |                   | 3              |
| Aluminij                         | 3          |                   | 3                 |                   |                |
| Slovan                           | 3          |                   | 2                 |                   | 1              |
| Kladivar Celje                   | 3          |                   | 1                 |                   | 2              |
| Izola                            | 2          |                   |                   |                   | 2              |
| Nafta Lendava                    | 1          | 1                 |                   |                   |                |
| Gorica                           | 1          |                   | 1                 |                   |                |
| Korotan Kranj                    | 1          |                   |                   |                   | 1              |